# Psychiatria: Przemysł Śmierci

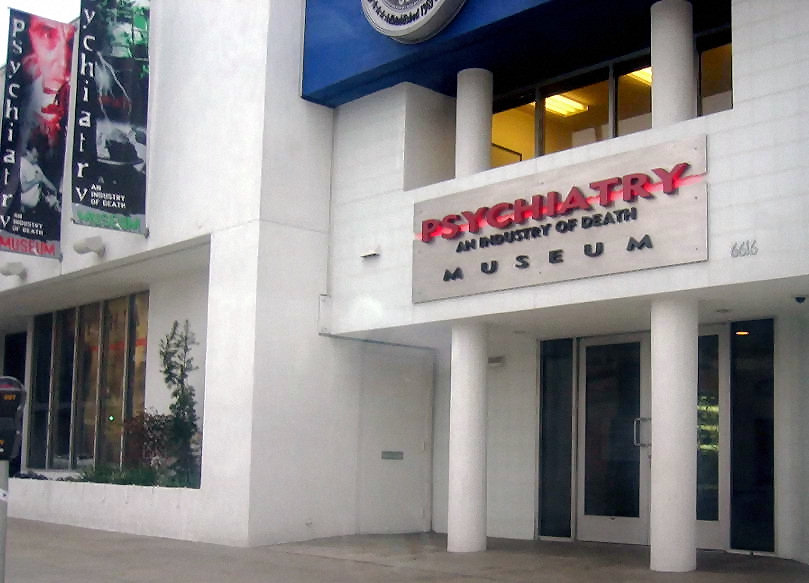
Wejście do scjentologicznego muzeum Psychiatria: Przemysł Śmierci (ang. Psychiatry: An Industry of Death).

Psychiatria: Przemysł Śmierci (ang. Psychiatry: An Industry of Death) – instytucja obejmująca muzeum zlokalizowane w Hollywood w Kalifornii oraz kilka wystaw przenośnych. Stanowi ona własność założonej przez Kościół Scjentologiczny organizacji Citizens Commission on Human Rights (CCHR). W jej powstaniu brał udział znany działacz antypsychiatryczny Thomas Szasz – sam będący psychiatrą. Działalność Psychiatrii: Przemysłu Śmierci polega na propagowaniu opartych na twórczości pisarza science fiction L. Rona Hubbarda poglądów scjentologicznych, według których psychiatria jest narzędziem wyzysku finansowego ludzi, a jej ostatecznym celem jest przejęcie władzy nad światem. Zgodnie z owymi poglądami szeroko akceptowane metody leczenia zaburzeń psychicznych stosowane w psychiatrii powinny zostać zastąpione praktykami scjentologicznymi, takimi jak audytowanie (ang. auditing) lub introspektywne podsumowywanie (ang. introspective rundown). Scjentologiczna krytyka psychiatrii głównie koncentruje się na metodach stosowanych w leczeniu zaburzeń psychicznych XIX wieku oraz w pierwszej połowie XX wieku, m.in. takich jak lobotomia, zabiegi elektrowstrząsowe. Krytyką tą są jednak objęte również metody farmakologiczne stosowane od lat 60. XX wieku po czasy obecne, m.in. stosowanie leków przeciwdepresyjnych czy też leków przeciwpsychotycznych. W muzeum Psychiatrii: Przemysłu Śmierci można także zobaczyć wystawy i ekspozycje przedstawiające kontrowersyjne i niepotwierdzone poglądy, takie jak:
- Psychiatrzy przeprowadzają długotrwały „plan generalny”, którego celem jest zdobycie dominacji nad światem.
- Pewną rolę w tym planie miał Adolf Hitler ("żaden człowiek w historii nie grał tak widocznej roli w psychiatrycznym marzeniu o dominacji nad światem").
- Psychiatria odpowiada za śmierć takich postaci jak Ernest Hemingway, Del Shannon, Billie Holiday, Kurt Cobain, Spalding Gray i wielu innych.
- Siedemnaście milionów dzieci na całym świecie zażywa lekarstwa psychiatryczne, które doprowadzają do samobójstw, wrogości, przemocy i uzależnienia.
- Psychiatrzy corocznie mordują nawet do 10 000 osób przy pomocy terapii elektrowstrząsowej.
- Od 10 do 25 procent psychiatrów molestuje seksualnie swoich pacjentów, w tym dzieci.
- Psychiatrzy są odpowiedzialni za działania pilotów samobójców, którzy stali za atakami z 11 września (Piloci samobójcy to... zamachowcy stworzeni za pomocą lekarstw i psycho-politycznych metod. Staranne wpajanie i leczenie przy pomocy psychiatrii może sprawić, że nawet najbardziej barbarzyński czyn będzie wydawał się racjonalny.)

## Otwarcie
Otwarciu muzeum Psychiatria: Przemysł Śmierci miało miejsce 21 grudnia 2005. W wydarzeniu tym wzięło udział wielu celebrytów należących do Kościoła, takich jak Priscilla Presley, Lisa Marie Presley, Jenna Elfman, Danny Masterson, Giovanni Ribisi, Leah Remini, Catherine Bell i Anne Archer.

## Krytyka
Muzeum jest krytykowane za bardzo tendencyjne podejście do spraw, jakie przedstawia. Reporter Andrew Gumbel, który relacjonował galę z otwarcia muzeum dla magazynu „Los Angeles CityBeat”, opisał jak publicystka CCHR Marla Filidei próbowała wdać się z nim w debatę na temat zgubnych skutków stosowania psychiatrii:

Mówiłem jej, że nie jestem naukowcem i że nie interesuje mnie wdawanie się w szczegółową dyskusję na temat korzyści czy niebezpieczeństw związanych z lekami psychotropowymi; z drugiej strony, ona też nie była naukowcem, a Kościół Scjentologów nie ma absolutnie żadnych podstaw, żeby wypowiadać się w kwestiach medycznych. To wyraźnie ją rozwścieczyło, bo zanim dotarłem do domu, w mojej skrzynce czekał e-mail, w którym nazywała nasze spotkanie "najdziwniejszym spotkaniem w jakim brała udział od 10 lat" i w gruncie rzeczy zbeształa mnie za odmowę przeprowadzenia z nią dyskusji, do której najwidoczniej bardzo się paliła. (...) Prymitywność argumentów antypsychiatrycznych zabarwiona jest wyraźną paranoją. Scjentologom nie wystarczy, że wyrażają swoją niemalże patologiczną nienawiść do psychiatrii we wszelkich jej formach; muszą też czuć, że są prześladowani za swoje przekonania.

## DVD
W 2006 roku Kościół Scjentologów wydał w formie płyty DVD film dokumentalny pt. „Psychiatria: Przemysł Śmierci”. Kościół opisuje go w następujący sposób: „Dzięki historycznym i współczesnym materiałom filmowym i wywiadom z ponad 160 lekarzami, prawnikami, wykładowcami, ekspertami i z ludźmi ocalałymi z przemysłu zdrowia psychicznego i jego nadużyć, ten przykuwający uwagę film dokumentalny rzuca jasne światło prawdy na brutalną pseudonaukę i wielomiliardowe oszustwo, jakim jest psychiatria.”

## Wystawa podczas Worldcon 2006

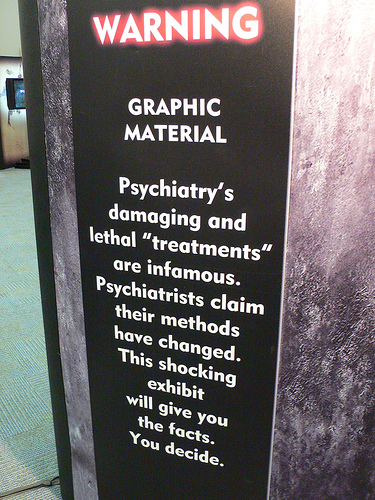
Zdjęcie ze scjentologicznej ekspozycji wystawionej podczas Worldcon 2006.

Podczas konwentu miłośników fantastyki Worldcon, który miał miejsce w Anaheim w Kalifornii w 2006, w muzeum można było zobaczyć wystawę, na której przedstawiono eksponaty popierające kontrowersyjne poglądy CCHR na temat psychiatrii.